# Контагіозна ектима
Контагіозна ектима (англ. contagious ecthyma, лат. ecthyma contagiosum; також Контагіозний пустулярний дерматит, інфекційний лабіальний дерматит, короста рота, ще відома у англомовному медичному світі як англ. Orf (disease) — зоонозна хвороба, яка може уражати людей з виникненням енантеми на слизовій оболонці ротової порожнини і екзантеми на губах.

## Історичні факти
У людей хворобу вперше описали в 1934 році І. Ньюсом і Ф. Кросс.

## Етіологія
Збудником є Parapoxvirus ovis (Orf-virus). ДНК-вмісний вірус є циліндричної форми. Його поверхневі канальці утворюють довгий перехресний малюнок, який видно на негативно пофарбованих препаратах за допомогою електронної мікроскопії. Цей вірус стійкий до фізичних пошкоджень і зберігається протягом зимових місяців на живоплотах, годівницях, огорожах, упряжах і в коморах. Він може залишатися життєздатним на вовні тварин і на предметах роками при кімнатній температурі.
Вірус здатний продукувати гомолог протизапального цитокіну інтерлейкіну-10 (IL‒10), який сприяє локалізованому пригніченню імунітету. Також виробляє білок, який інгібує IL-2 і фактор стимуляції колонії макрофагів гранулоцитів і гомолог фактора росту ендотелію судин. Основний білок оболонки B2L має ліпазну активність та імуномодулюючі властивості.

## Епідеміологічні особливості
Джерелом інфекції є хворі тварини, які виділяють вірус зі слиною з рота, зі струпами і корочками, які відпали, а також вірусоносії. Тварини є джерелами і хворіють незалежно від віку, статі та породи. Найбільш сприйнятливі й тяжче хворіють ягнята і козенята з 4-денного до 10-місячного віку.
Воротами інфекції є невеликі ранки, які утворюються при прорізуванні зубів, через поїдання на пасовищах колючих сухих рослин, грубого сіна. Сприяє виникненню хвороби утримання тварин у сирих приміщеннях і на заболочених випасах.
У людей відбувається передача від хворих тварин, відмічена й передача від захворілих людей. Є професійною хворобою, яка часто уражає працівників скотарських професій. Дуже поширена серед пастухів, ветеринарів і дружин фермерів, які годують молодих ягнят із пляшечки, а також у м'ясників, кухарів і вантажників м'яса, які працюють із зараженими тушами. Також часто розвивається у працівників зоопарків і виставок худоби.
Може статися аутоінокуляція в область статевих органів та обличчя, але передача від людини до людини рідкісна. Повідомлялося про нозокоміальні випадки від людини до людини у пацієнтів опікового відділення.

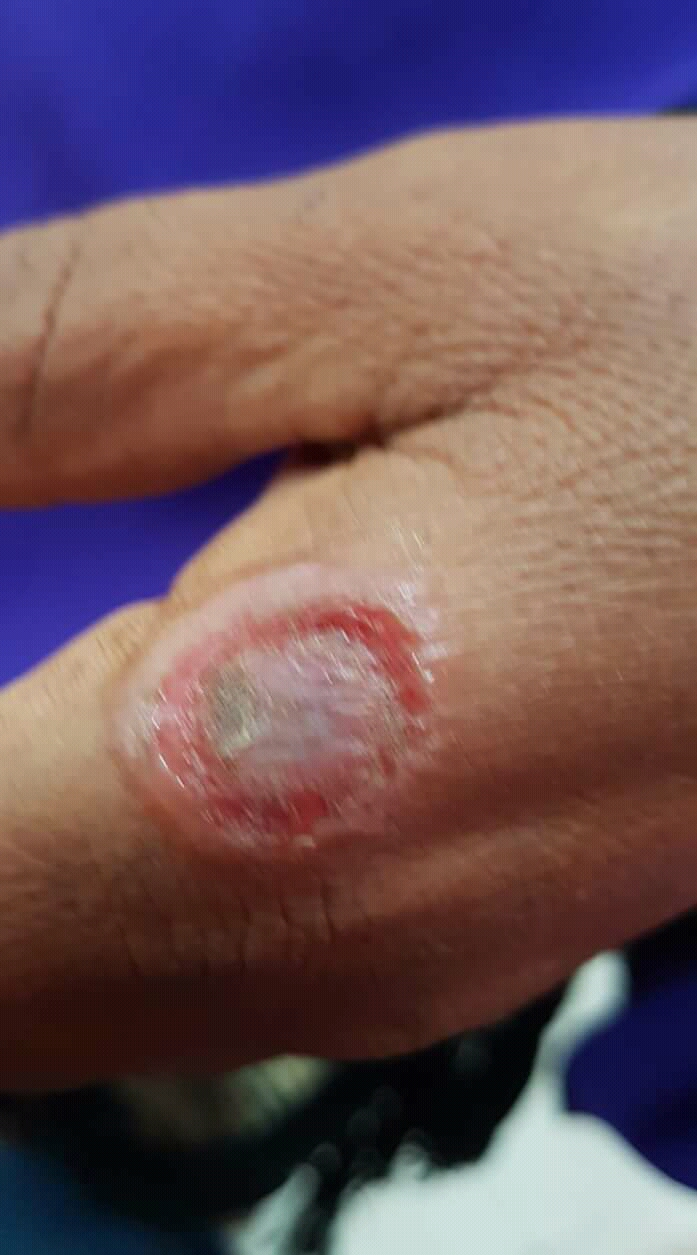
Ураження пальця

## Клінічний перебіг у людей
Інкубаційний період триває близько тижня. Початкове ураження (стадія 1) — папула різного забарвлення (білувата, червона, синюшна), тверда, чутлива, але не болюча. Найчастіше виникає на пальцях, кистях або передпліччях, рідше на обличчі або шиї. Ця папула поступово збільшується в об'ємі (стадія 2), набуваючи вузлового, пухлинного вигляду, іноді перетворюється на різнобарвну пустулу з рідким вмістом, яка згодом кровоточить. Пустула засихає з утворенням кірки. Папула оточена еритематозною ділянкою. Можливе утворення регіонарного лімфаденіту, лімфангіту, нетривалої невисокої гарячки впродовж 3-4 днів. Зрідка виникає мультиформна еритема. При ураженні повік можливе рідкісне виникнення сліпоти.
Ураження зазвичай повністю заживають без утворення рубців приблизно за 4-8 тижнів. У разі вторинної інфекції або травми ураження може виникнути рубцювання. Також повідомлялося про деформацію вказівного пальця по типу лебединої шиї.
Рецидиви через повторну інфекцію можуть виникнути, але, як правило, призводять до уражень, які є менш вираженими, ніж первинна інфекція.

## Клінічний перебіг у тварин
Інкубаційний період триває 6-8 днів. Він обумовлений вірулентністю та дозою вірусу, станом тварини та рядом інших факторів. Ураження в ягнят може розвиватися або обмежено — на слизовій оболонці ротової порожнини або шкірі голови, або ще й поширюватися зі слизової оболонки ротової порожнини на шкіру голови і тулуба.
Підсисні ягнята і дорослі вівці хворіють рідко. У ягнят після відлучення від матері захворювання проявляється ураженням губ і копит. У кутах рота і на шкірі губ виявляються рожево-червоні плями, які переходять у сірувато-коричневі скоринки, які через 10-14 днів відпадають. Везикули та пустули можуть поширюватися на шкіру лицьової частини голови, грудей, внутрішньої сторони стегна, віночка, статевих органів. Ураження віночка і міжкопитцевої щілини призводять до кульгавості. У хворих тварин знижується апетит, вони худнуть, ягнята відстають у рості. Температура тіла, як правило, буває в межах норми або підвищена до 40,5 ° С. Триває хвороба близько 2-3 тижнів.

## Діагностика
Діагноз зазвичай ставиться при виявленні контакту з інфікованою твариною та наявності типового клінічного ураження. У деяких країнах доступне дослідження зішкріба з шкірного ураження на ДНК збудника в полімеразній ланцюговій реакції. Традиційна гістоморфологія біоптату шкіри може мати значну діагностичну цінність

## Лікування хворих людей
Незважаючи на те, що контагіозна ектима є самообмеженим захворюванням, симптоматичне лікування за допомогою вологих пов'язок, місцевих антисептиків та іммобілізації пальців є доцільним. Вторинна бактеріальна інфекція не є рідкістю, і її необхідно лікувати місцевими або системними антибіотиками. Іміквімод був ефективним як у пацієнтів з імунодефіцитом, так і у пацієнтів з ослабленим імунітетом. Схеми варіюються від одного разу через день до двох разів на день місцевого нанесення на вогнище ураження. Також повідомлялося про застосування інтерферону альфа-2a та 2b при рефрактерних гігантських ураженнях ротової порожнини у пацієнтів з ослабленим імунітетом. Також рекомендується лікування за допомогою цидофовіру в кремі та внутрішньовенно.
Через самообмежений характер хірургічного втручання зазвичай воно проводиться у пацієнтів з ослабленим імунітетом, які не реагують на консервативні заходи. Кріотерапія рідким азотом прискорює процес одужання після лікування. Висічення місця ураження — це процедура, яка може бути діагностичною та терапевтичною для невеликих уражень ротової порожнини. Для великих екзофітних уражень виконується розсічення підлеглої шкіри. Якщо ураження ротової порожнини є стійким, вискоблювання та електродесикація можуть бути ефективними. Повідомлялося про рецидиви та уповільнене загоєння після хірургічного лікування.

## Лікування хворих тварин
Противірусних засобів лікування хворих тварин немає. При ураженні ротової порожнини слизову оболонку щодня протягом 5-10 діб обробляють гліцерином або 5%-ним розчином настоянки йоду. При ураженні шкіри губ, голови, вимені використовують синтоміцинову емульсію. При ускладненні некробацильозом ягнятам всередину дають тетрацикліни.

## Профілактика
Організовують заходи, які попереджають занос збудника контагіозною ектими овець до господарств. Для цього рекомендується: не купувати овець і кіз, не завозити корми з господарств, неблагополучних по контагіозній ектимі. Карантинізують нових тварин упродовж 30 днів, за цей період проводиться клінічний огляд тварин не менше чотирьох разів. Карантин із неблагополучних господарств знімають за три тижні після останнього випадку загибелі або одужання тварини.
Щоб запобігти зараженню людини, важливо дотримуватися профілактичних заходів. Рекомендується надягати непроникні гумові або латексні рукавички під час роботи з вівцями чи козами, особливо якщо на роті/морді в них є порізи чи рани. Слід добре мити руки теплою водою з милом упродовж 20 секунд або використовуючи безводний дезінфікуючий засіб на спиртовій основі, якщо мило недоступне. Захисний імунітет після інфікування є неповним, тому повторне інфікування може статися, якщо не вжити запобіжних заходів.